# Coût du cycle de vie
Le coût du cycle de vie (CCV) (en anglais life cycle cost ou LCC) est le « coût cumulé d'un produit tout au long de son cycle de vie », depuis sa conception jusqu'à son démantèlement. 
Les expressions coût total de possession (en total cost of ownership ou TCO), coût global de possession ou coût global sont également utilisées pour désigner le coût du cycle de vie. Cependant, le coût total de possession ne prend en compte qu'une partie du CCV, de l'acquisition jusqu'à l'abandon. En effet, les coûts en amont (conception, fabrication, propriété précédente) et en aval (propriété suivante et démantèlement) ne sont pas pris en compte par le TCO alors qu'ils le sont par le CCV. Le TCO est une mesure restreinte et uniquement économique alors que le CCV est une mesure intégrale et qui peut être davantage qu'économique (environnementale, par exemple). 
L'analyse et l'évaluation de ce coût constituent un outil managérial d'aide à la décision pour guider les choix de conception et éclairer un acheteur pour le choix d'un produit.

## Origine
Le concept de coût du cycle de vie trouve son origine au ministère de la Défense des États-Unis. Outre le coût d'acquisition des équipements, ce ministère souhaitait connaître l'ensemble des coûts qu'il aurait à supporter dans le cadre d'un programme de défense. Les travaux aboutissent en avril 1983 à la publication de la norme militaire américaine MIL-HDBK-259 .

## Évaluation du coût du cycle de vie
L'évaluation du coût du cycle de vie consiste à analyser puis à chiffrer de façon prévisionnelle l'ensemble des coûts d'un produit pendant toutes les phases de son cycle de vie, depuis les études préalables jusqu'à son retrait de service. Cette évaluation inclut les coûts du produit principal ainsi que ceux de ses éléments de soutien. 
Le coût du cycle de vie  réfère plus généralement à la valeur ajoutée qui s'accumule le long de la chaîne de valeur, impliquant toutes les entreprises qui interviennent aux diverses étapes du cycle de vie d'un produit fini. 
En fonction du besoin, il est possible de réduire le champ de l'évaluation du coût du cycle de vie à :
- seulement certaines phases du cycle de vie du produit (comme le coût total d'acquisition, ou le partage de valeur au sein d'une chaîne d'approvisionnement )
- ou à seulement une partie du produit[1].

## Composantes du coût total d'acquisition
Le coût total d'acquisition d'un produit se compose de son coût d'acquisition, son coût de propriété (utilisation et maintenance) et son coût de démantèlement (ou de retrait de service),. Le retrait de service peut engendrer des coûts négatifs (réutilisation ou revente de certains éléments).
Pour évaluer le coût total d'acquisition, les coûts respectifs d'acquisition, de propriété et de démantèlement doivent être analysés et généralement décomposés plus finement. Par exemple : 
{\displaystyle CCV=C_{ic}+C_{in}+C_{e}+C_{o}+C_{p}+C_{m}+C_{s}+C_{env}+C_{d}}
avec :
- {\displaystyle C_{ic}}  = coût d'acquisition pour le client final (investissement initial)
- {\displaystyle C_{in}}  = frais d’installation et de mise en route
- {\displaystyle C_{e}}  = coût énergétique
- {\displaystyle C_{o}}  = frais d'exploitation (main-d’œuvre)
- {\displaystyle C_{p}}  = frais de protection (assurance, vidéosurveillance, incendie)
- {\displaystyle C_{m}}  = coûts de maintenance et réparation
- {\displaystyle C_{s}}  = coûts d'arrêt de production
- {\displaystyle C_{env}}  = coûts liés à l'environnement
- {\displaystyle C_{d}}  = coûts de mise hors service et de dépose

Par exemple, dans le cas d'un système informatique, le coût total de possession prend en considération, d'une part, les coûts directs : le coût des matériels (pour un ordinateur, celui des infrastructures, des réseaux, etc.) ainsi que des logiciels (le coût des licences, etc.), ou les coûts récurrents (les consommables, l'électricité, la climatisation, le loyer des locaux spécialisés pour héberger le système, etc.) ; d'autre part, les coûts indirects : des coûts plus cachés comme la maintenance, l'administration, la formation des utilisateurs et des administrateurs, l'évolution, les services d'assistance, etc.

## Lien avec d'autres discipline s

### Soutien logistique intégré et sûreté de fonctionnement
L'analyse du coût du cycle de vie peut être utilisée pour les activités de soutien logistique intégré.
Les études de sûreté de fonctionnement ont un rôle important dans l'évaluation du coût du cycle de vie, les performances de sûreté de fonctionnement (fiabilité, maintenabilité et disponibilité notamment) influençant directement le coût d'un produit pendant ses phases d'utilisation. L'accroissement du coût d'acquisition d'un produit peut réduire le coût de son cycle de vie si sa sûreté de fonctionnement est améliorée.

### Développement durable
L'optimisation du coût du cycle de vie met en balance l'extraction d'une ressource naturelle par rapport au recyclage et analyse l'impact sur les flux, la gestion des processus et des connaissances. 
La perspective de coût du cycle de vie peut aussi faire apparaître l'enjeu d'équité et de partage de valeur ajoutée le long d'une chaîne d'approvisionnement ou de l'ensemble du cycle de vie.
C'est un paramètre dont il faut tenir compte dans une optique de responsabilité sociale ou sociétale des entreprises.

## Applications particulières

### Bâtiment
Le coût global d'un bâtiment est une notion apparue à la fin des années 1990, dans le coût de revient d'un bâtiment. Elle témoigne de la prise de conscience de l'importance des coûts différés dans une construction. 
Plusieurs études menées en Amérique du Nord et en Europe, particulièrement en Allemagne, essaient de rendre compte de l'ensemble des coûts générés par un bâtiment sur tout son cycle de vie. D'après les études[Lesquelles ?] menées sur des bâtiments tertiaires sur une période de trente ans, l'investissement initial représente seulement 25 % de la totalité des dépenses générées par le bâtiment. Les 75 % d'autres dépenses sont celles du bâtiment une fois en service : entretien, maintenance, réparations, consommations d'eau et d'énergies, assurances, prêts, modifications, etc.
La notion de coût global permet de mettre ainsi en balance des choix d'investissement en regard des économies qu'ils peuvent générer ensuite pendant la vie du bâtiment. Les bâtiments dits HQE, passifs ou à basse consommation, peuvent être parfois plus chers à construire que d'autres plus traditionnels. Mais en coût global, étant beaucoup plus sobres en termes de consommations énergétiques, le bilan économique de l'opération peut apparaître plus intéressant selon une approche en coût global.
Une définition possible de cette notion est la suivante : « Le coût global est l'ensemble du montant de l'investissement initial, des coûts différés de fonctionnement (entretien, maintenance, exploitation) et de gestion pendant la durée de vie du bâtiment, » ce qui peut, en première approche, s'exprimer selon l'équation suivante :
Coût global = coût initial + coût différé - coût résiduel
où le coût résiduel reflète la valeur du bien au terme d'une durée choisie. 
La norme ISO 15686-5:2008 fournit des lignes directrices relatives à l'analyse du coût global des bâtiments.
Pour l'AFNOR, concernant les quartiers d'affaires, le coût global désigne généralement les coûts issus de la planification, la conception, l'acquisition, l'opération, l'entretien et du démantèlement, mais non l'éventuelle valeur résiduelle.

### Logiciel
Comme le logiciel n'est pas possédé mais qu'il est utilisé sous licence, certains considèrent qu'un terme comme coût total de possession est inapproprié. Le « Coût total d'utilisation » et le « Coût total de location » sont ainsi parfois considérés comme des termes plus appropriés.

### Micro-ordinateur
Le TCO d'un ordinateur comprend :
- le prix d'achat du matériel ;
- les coûts d'acquisition de tous les logiciels au cours de la vie de l'ordinateur,
- tous les coûts d'utilisation, comme 
  - les réparations ;
  - les services de hotline ;
  - mais aussi tous les coûts liés à l'installation d'un système d'exploitation (ou de nouvelles versions), de nouveaux logiciels (ou de nouvelles versions) ; ces coûts, liés à une activité « humaine » (et non simplement un coût unitaire qui décroît généralement beaucoup avec le nombre de matériels utilisés), représentent très souvent un pourcentage important (et largement sous-estimé) du TCO ;
- plus les coûts de destruction, moins les éventuels gains à la revente ou au recyclage.

### Véhicule
De manière générale, le coût total d'un véhicule (on parle également de TCO pour Total Cost of Ownership ou de coût d'usage pour les entreprises gérant un parc de véhicules) reprend l'ensemble des dépenses et frais liés à son achat et son utilisation. Il s'agit notamment des éléments suivants :
- prix d'achat ;
- frais d'immatriculation ;
- frais d'essence ;
- frais d'assurance ;
- frais d'entretien ;
- fiscalité (notamment pour les entreprises) ;
- coût de revente.

Dans le cas d'une entreprise, on peut y ajouter le coût carbone aux 100km, ainsi que d'autres coûts indirects liés à la gestion de la flotte automobile par exemple. L'accumulation de ces coûts a d'ailleurs permis le développement de services liés à l'optimisation du TCO, en intervenant sur toutes les étapes du cycle de vie du véhicule : achat, gestion des contrats d'entretien, d'assurance, de maintenance, de la localisation des véhicules, mise en œuvre d'une politique automobile, etc.